# Tamron

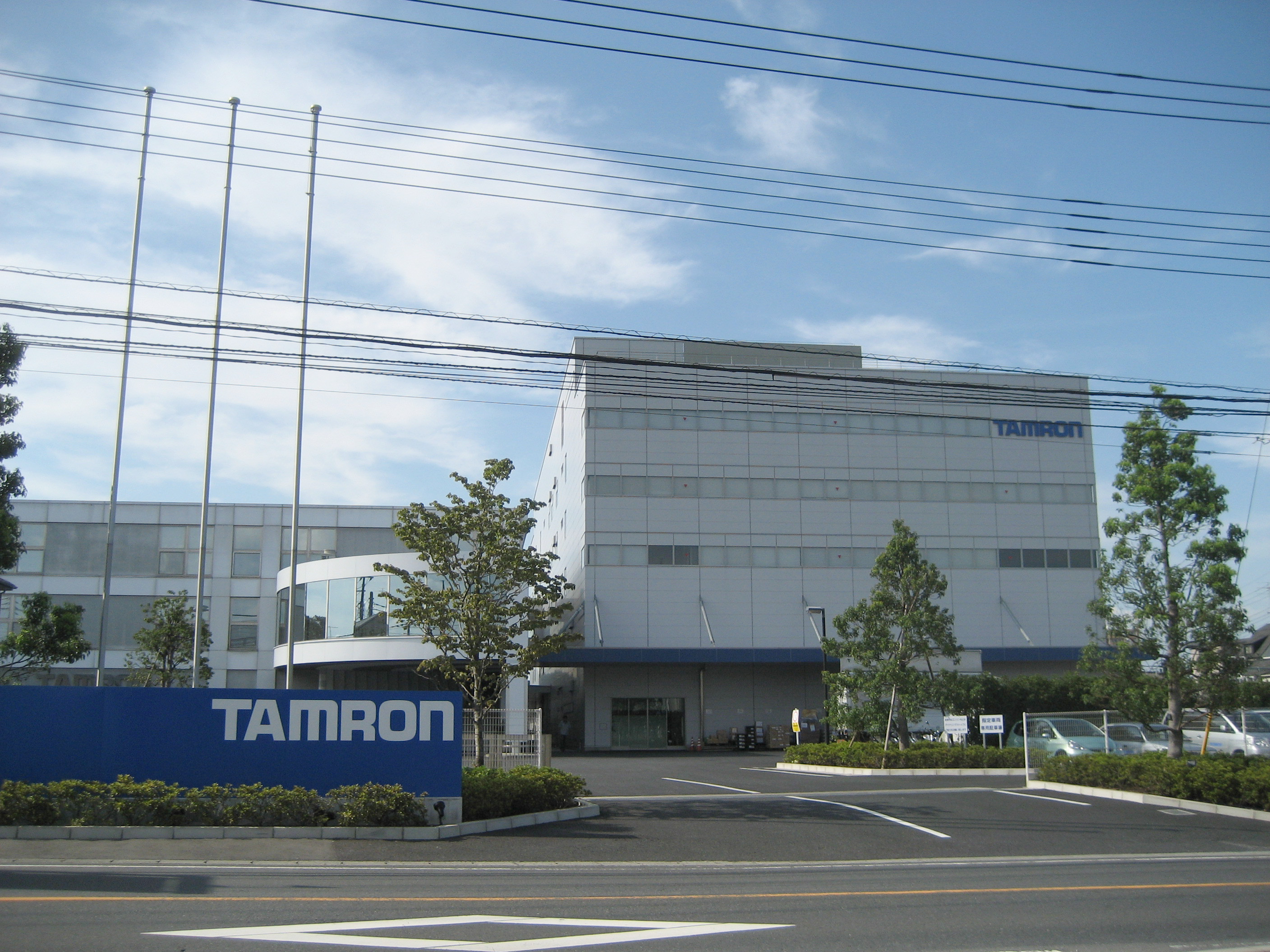
Sede da empresa em Minuma-ku, Saitama, Japão.

Tamron Co., Ltd. (株式会社タムロン, Kabushiki-gaisha Tamuron) (TYO: 7740) é uma empresa japonesa fabricante de lentes fotográficas e seus componentes.